# Exequiel González Madariaga
Exequiel González Madariaga (Valparaíso, 9 de septiembre de 1893 - Santiago, 9 de diciembre de 1987) fue un destacado ensayista, escritor y político chileno.

## Vida
Su padre fue José González y su madre Antonia Madariaga. Se casó con Laura Espinoza y tuvo tres hijos. Hizo sus estudios primarios y secundarios en el Liceo Eduardo de la Barra de Valparaíso, ingresando, posteriormente, al Instituto Superior de Comercio. 

## Funcionario público
En 1910, comenzó a trabajar como funcionario de Correos y telégrafos, llegando a ser Jefe de los distritos de Copiapó, Antofagasta y Valparaíso. Luego, se desempeñó como visitador general y director general del servicio.

## Fundación de revistaMorse
En 1915 fundó la revista Morse para la difusión de las actividades comunicacionales del país. La revista se convirtió en un impulso para la literatura. 

## Sector comercial
Exequiel González fue presidente de los productores y exportadores de maderas S.A y de la Compañía Industrial Vera S.A. De igual modo, tuvo el cargo de director de Perlina S.A. y organizador y socio de la firma González, García y Cía.

## Actividad política
Tras retirarse de la administración pública, dio inicio a su vida política, incorporándose al Partido Radical como miembro de la Asamblea de Santiago. En 1941, fue elegido Diputado por la 25.ª Agrupación departamental (Ancud, Castro y Quinchao) para el período 1941-1945. En 1945, fue reelecto para el período 1945-1949. En 1949, nuevamente resultó elegido para el siguiente periodo, de 1949 a 1953. En 1953, fue elegido Senador por la 9.ª Agrupación provincial (Valdivia, Osorno, Llanquihue, Chiloé, Aysén y Magallanes) para el período de 1953 a 1961. En 1961, fue otra vez confirmado como senador para el período de 1961 a 1969. 
En junio de 1964 fue expulsado de su partido después de declarar su apoyo a la candidatura de Salvador Allende en la elección presidential de ese año, afectando así a la campaña del candidato radical, Julio Durán y dando lugar a grandes manifestaciones ciudadanas. Fue reintegrado a su partido en diciembre de 1966. Lideró el sector del radicalismo que apoyó a Salvador Allende y al Frente de Acción Popular. Posteriormente creó el Partido de Izquierda Nacional (PIN).
Fue senador durante la entrega del laudo arbitral sobre la disputa del Alto Palena en 1966.
Fue miembro del Comité Patria y Soberanía (actual Corporación de Defensa de la Soberanía) y se opuso al Tratado de Paz y Amistad entre Chile y la Argentina de 1984.

## Obras publicadas
- Nuestras relaciones con Argentina: Una historia deprimente, 1970, Editorial Andrés Bello
- Síntesis histórica de las relaciones chilenas argentinas, 1960